# Hydra (måne)
 For alternative betydninger, se Hydra. (Se også artikler, som begynder med Hydra)
Hydra er en af dværgplaneten Plutos måner: Den blev opdaget sammen med Nix den 15. juni 2005 ud fra billeder taget med Hubble-teleskopet og havde først den midlertidige betegnelse S/2005 P 1. De første billeder der "afslørede" Hydra blev taget den 15. og 18. maj samme år, og efter at opfølgende observationer samt billeder fra tidligere observationer havde bekræftet eksistensen af de "nye" måner, blev fundet formelt annonceret den 31. oktober.
Indtil videre ved man ikke ret meget om Hydra, ud over dens omløbsbane samt nogle grove skøn over dens størrelse; diameteren anslås til mellem 52 og 160 kilometer.
| Astronomi | Spire Denne artikel om astronomi er en spire som bør udbygges. Du er velkommen til at hjælpe Wikipedia ved at udvide den. |